# Fuzhou
Fuzhou, nach Stange Futschou (chinesisch 福州市, Pinyin Fúzhōu Shì, veraltet nach Post Foochow, Abk.: 榕,  Róng), ist die Hauptstadt der chinesischen Provinz Fujian. Fuzhou ist eine bezirksfreie Stadt und eine wichtige Hafenstadt an Chinas Südostküste. Sie hat über die Taiwanstraße Zugang zum Pazifik. In Fuzhou befinden sich auch die wichtigsten Universitäten und Behörden Fujians. Fuzhou hat den Beinamen Banyan-Stadt auf Grund der vielen Banyan-Feigen, die dort vor nunmehr 900 Jahren angepflanzt wurden und von denen sich eindrucksvolle Exemplare im Innenstadtgebiet finden.
Andere Bezeichnungen für Fuzhou sind:
- 榕城,  Róngchéng „Feigen-Stadt“
- 三山,  Sānshān, „Drei-Berge“
- 左海,  Zuǒhǎi, „Linkerhand Meer“
- 閩都 / 闽都,  Mǐndū, „Min-Metropole“
Das Min-Reich (909–945) war eines der Zehn Köngsreiche im historischen China; Min (閩 / 闽,  Mǐn) ist auch die Abkürzung für die Provinz Fujian

## Geografie
Fuzhou liegt am Unterlauf des Min-Flusses.

### Klima

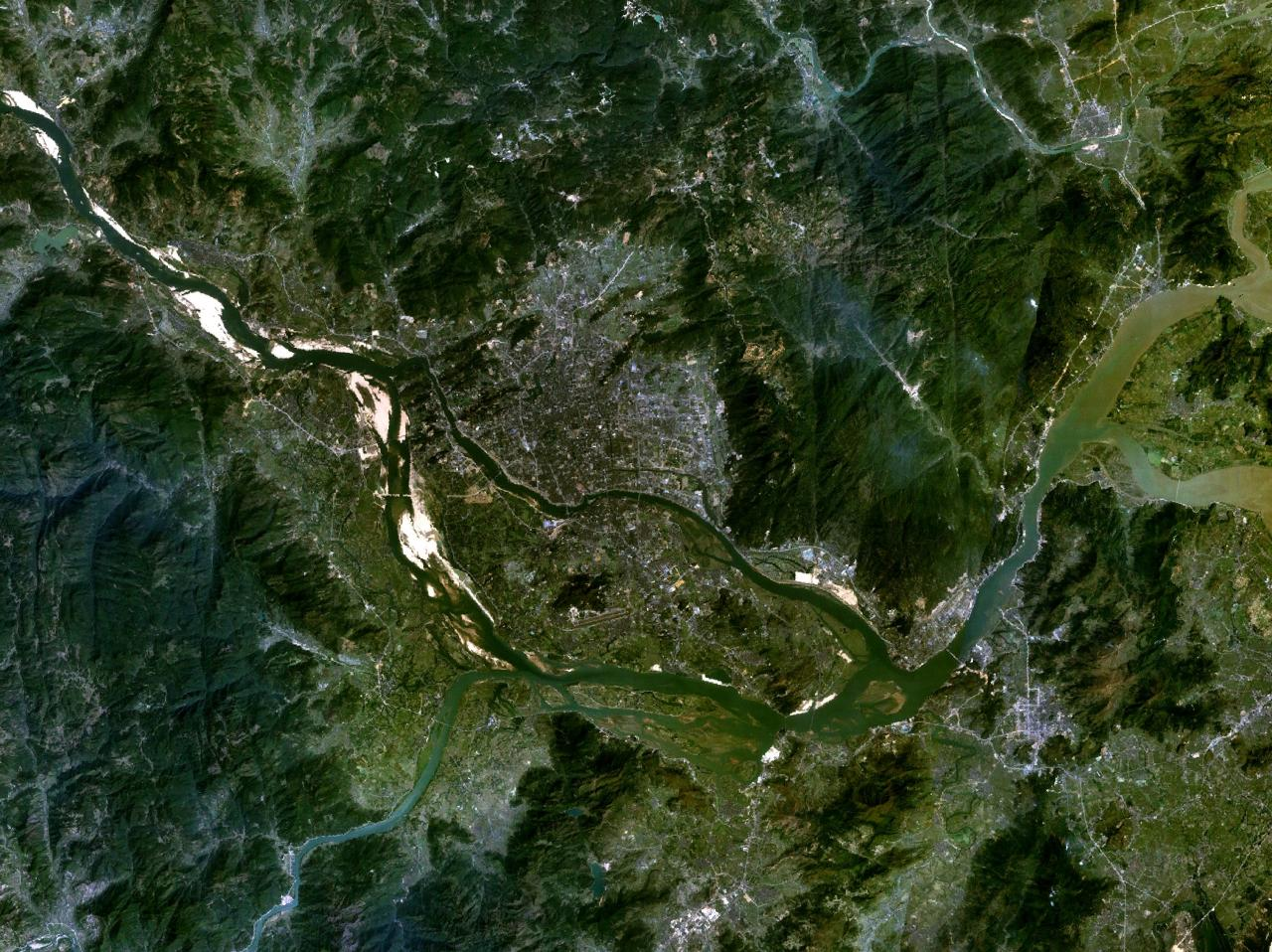
Satellitenaufnahme von Fuzhou

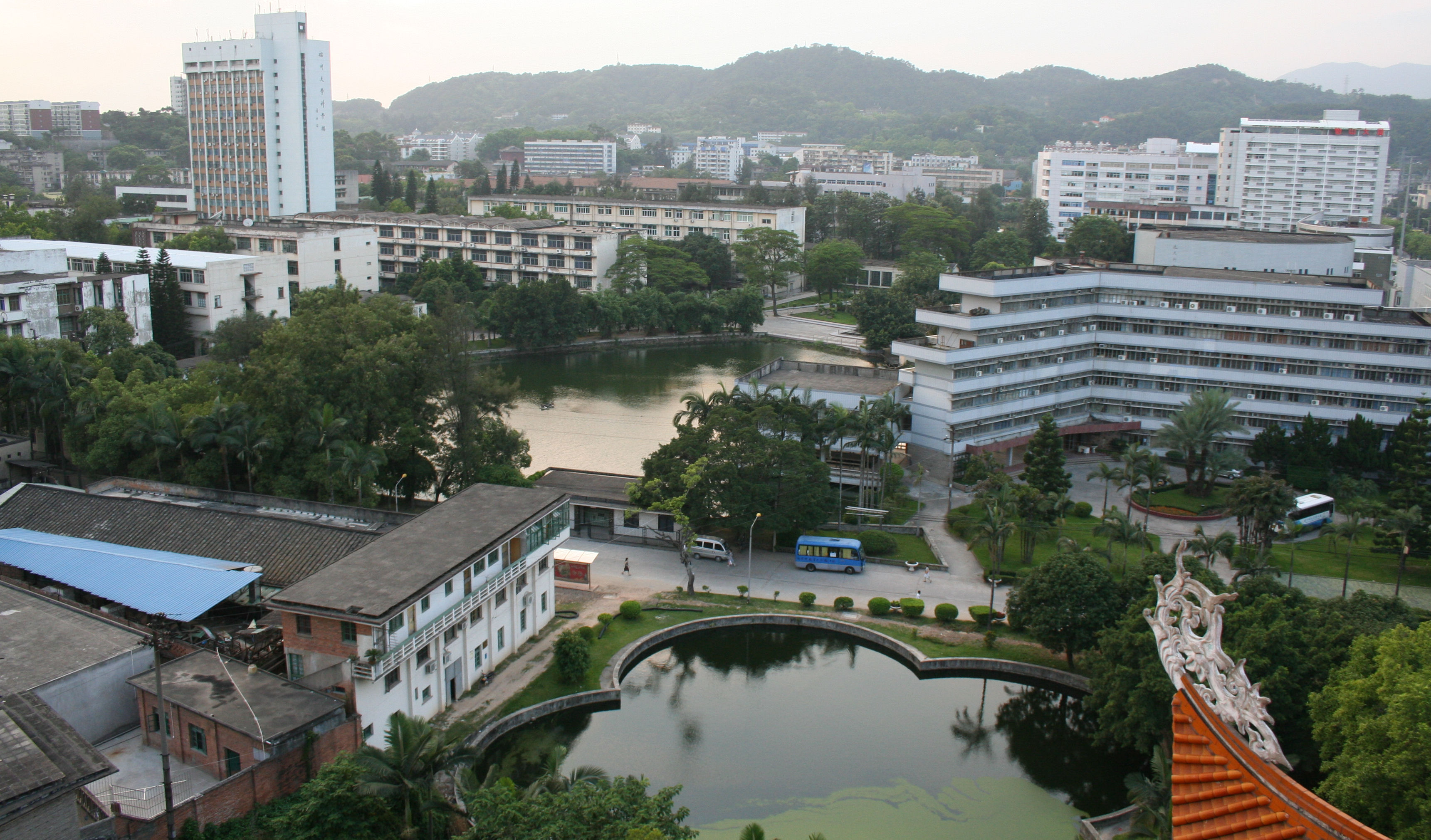
Stadtbild

Fuzhou hat ein subtropisches Klima mit vier Jahreszeiten, das durch die Nähe der Berge und die Lage der Stadt an der Küste geprägt wird. Die Jahresdurchschnittstemperatur liegt bei 19,6 °C, wobei der Januar mit durchschnittlich 10,5 °C der kühlste Monat ist. Am wärmsten ist der Juli mit durchschnittlich 28,6 °C, wobei Temperaturen oberhalb von 36 °C keine Ausnahme sind. Pro Jahr fallen in Fuzhou 1342,5 mm Niederschlag, die Luftfeuchte liegt im Durchschnitt bei 77 %. Zwischen den Jahren kann die Niederschlagsmenge zwischen 900 und 2.100 mm schwanken. Die Sonne scheint in Fuzhou an durchschnittlich 326 Tagen im Jahr, was der Stadt jährlich zwischen 1700 und 1980 Sonnenstunden beschert. Der Wind weht in der Regel aus Nordost, nur im Sommer überwiegen Südwinde. Die Taifunsaison fällt in die Monate Juli bis September. Im Jahresdurchschnitt ist Fuzhou von zwei Taifunen direkt betroffen. Als beste Reisezeit gelten die Monate April bis November.
|                       | Jan  | Feb  | Mär   | Apr   | Mai   | Jun   | Jul  | Aug   | Sep   | Okt  | Nov  | Dez  |   |         |
| Mittl. Tagesmax. (°C) | 15,2 | 15,2 | 18,1  | 23,2  | 26,7  | 30,5  | 34,1 | 33,3  | 30,2  | 26,4 | 22,0 | 17,7 | ⌀ | 24,4    |
| Mittl. Tagesmin. (°C) | 8,2  | 8,3  | 10,6  | 15,0  | 19,2  | 23,0  | 25,5 | 25,1  | 23,0  | 19,3 | 14,8 | 10,1 | ⌀ | 16,9    |
|                       |      |      |       |       |       |       |      |       |       |      |      |      |   |         |
| Niederschlag (mm)     | 48,0 | 86,6 | 145,4 | 166,5 | 193,7 | 208,9 | 98,8 | 179,7 | 145,0 | 47,6 | 41,3 | 32,0 | Σ | 1.393,5 |
|                       |      |      |       |       |       |       |      |       |       |      |      |      |   |         |
| Sonnenstunden (h/d)   | 4,1  | 3,4  | 3,6   | 4,6   | 4,5   | 5,1   | 8,7  | 7,8   | 6,2   | 5,4  | 4,4  | 4,1  | ⌀ | 5,2     |
|                       |      |      |       |       |       |       |      |       |       |      |      |      |   |         |
| Regentage (d)         | 9,7  | 14,4 | 17,5  | 17,8  | 18,2  | 15,9  | 10,4 | 12,1  | 11,6  | 7,1  | 7,2  | 7,1  | Σ | 149     |
|                       |      |      |       |       |       |       |      |       |       |      |      |      |   |         |
| Luftfeuchtigkeit (%)  | 74   | 78   | 80    | 80    | 81    | 82    | 77   | 77    | 76    | 71   | 70   | 70   | ⌀ | 76,3    |

| 8,2 |

| 8,3 |

| 10,6 |

| 15,0 |

| 19,2 |

| 23,0 |

| 25,5 |

| 25,1 |

| 23,0 |

| 19,3 |

| 14,8 |

| 10,1 |

| 8,2 |

| 8,3 |

| 10,6 |

| 15,0 |

| 19,2 |

| 23,0 |

| 25,5 |

| 25,1 |

| 23,0 |

| 19,3 |

| 14,8 |

| 10,1 |

## Administrative Gliederung
Die bezirksfreie Stadt Fuzhou ist in sechs Stadtbezirke, eine kreisfreie Stadt und sechs Kreise untergliedert (detailliertere Informationen siehe dort). In dem eigentlichen städtischen Siedlungsgebiet von Fuzhou leben 2,8 Millionen Menschen (Zensus 2010).:
|             | Name   | Transkription | Fläche (km²) | Einwohner (2020) |
| ----------- | ------ | ------------- | ------------ | ---------------- |
| Stadtbezirk | 鼓楼区 | Gulou         | 34           | 669.090          |
| Stadtbezirk | 台江区 | Taijiang      | 15           | 411.819          |
| Stadtbezirk | 仓山区 | Cangshan      | 145          | 1.142.991        |
| Stadtbezirk | 马尾区 | Mawei         | 269          | 290.554          |
| Stadtbezirk | 晋安区 | Jin’an        | 551          | 789.775          |
| Stadtbezirk | 长乐区 | Changle       | 754          | 790.262          |
| Stadt       | 福清市 | Fuqing        | 1.770        | 1.390.487        |
| Kreis       | 闽侯县 | Minhou        | 2.129        | 988.200          |
| Kreis       | 连江县 | Lianjiang     | 1.289        | 639.498          |
| Kreis       | 罗源县 | Luoyuan       | 1.180        | 255.214          |
| Kreis       | 闽清县 | Minqing       | 1.495        | 256.181          |
| Kreis       | 永泰县 | Yongtai       | 2.229        | 281.216          |
| Kreis       | 平潭县 | Pingtan       | 1.041        | 385.981          |

### Ethnische Gliederung
Der Zensus des Jahres 2000 zählte 6.386.015 Einwohner Fuzhous.
| Name des Volkes | Einwohner | Anteil |
| --------------- | --------- | ------ |
| Han             | 6.315.613 | 98,9 % |
| She             | 48.152    | 0,75 % |
| Hui             | 9.516     | 0,15 % |
| Mandschu        | 2.505     | 0,04 % |
| Tujia           | 1.867     | 0,03 % |
| Miao            | 1.717     | 0,03 % |
| Zhuang          | 1.363     | 0,02 % |
| Mongolen        | 1.035     | 0,02 % |
| Yi              | 734       | 0,01 % |
| Dong            | 664       | 0,01 % |
| Sonstige        | 2.849     | 0,04 % |

### Sprache
Die lokale Sprache gehört zur Dialektgruppe Min Dong.

## Geschichte

### Altertum

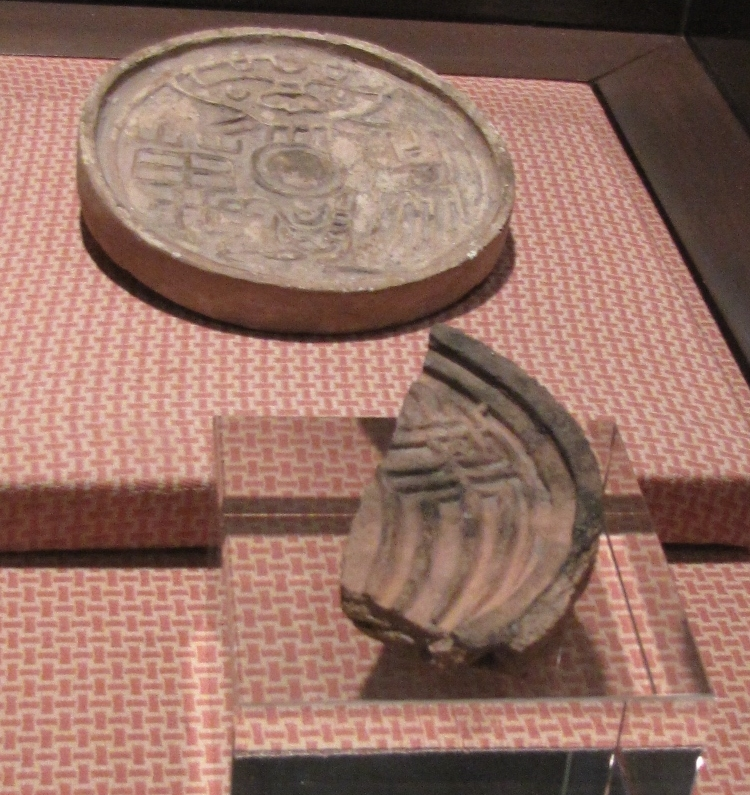
Dachziegel aus der Minyue-Zeit, heute im Stadtmuseum Fuzhou

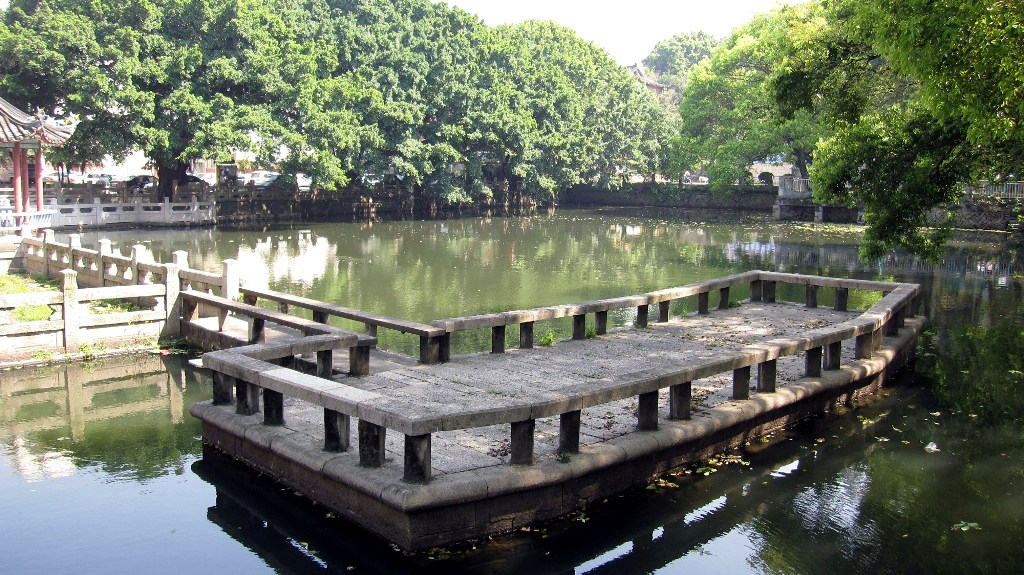
Am Ouye-Teich im heutigen Bezirk Gulou soll der Legende nach vor 2000 Jahren Ou Yezi Schwerter geschmiedet haben.

Ausgrabungen belegen, dass die Geschichte Fuzhous bereits in der Jungsteinzeit begann. Funde aus der Keqitou-Grabstätte (Kreis Pingtan) werden auf 5000 v. Chr. datiert, Funde aus der Tanshishan-Grabstätte (Kreis Minhou) auf 3000 Jahre. Die Bevölkerung, die die Region von Fuzhou am Ende der Steinzeit besiedelte, betrieb Hackfeldbau und pflanzte Nassreis an. Um 1200 v. Chr., als in der zentralchinesischen Ebene die Shang-Dynastie herrschte, trat die Gegend in die Bronzezeit ein, wobei die Schmelztechnik sehr primitiv war und Tongefäße weiterhin dominierten. Relevante Funde wurden vor allem am Unterlauf des Min-Flusses gemacht.
Bis zur Zeit der Streitenden Reiche blieb der Austausch mit der Bevölkerung der zentralchinesischen Ebene sehr gering. In den dort verfassten Chroniken wird nur sehr vage über die Region berichtet: das Shanhaijing weiß, dass der Min ein Meer ist, während die Riten der Zhou die Sieben Min erwähnen. Mit der Zeit der Frühlings- und Herbstannalen taucht auch der Begriff Minyue auf. Die damals hier siedelnde Bevölkerung ist mit der heutigen Bevölkerung nicht identisch: Man bezeichnet die damaligen Bewohner als alte Min oder Minyue.
Im Jahre 306 v. Chr. wird Yue durch Chu ausgelöscht. Ein Teil der Aristokratie von Yue floh in Richtung Süden, wo sie sich mit der dort ansässigen Bevölkerung vermischte. Nachdem im Jahr 222 v. Chr. die Qin-Dynastie China erstmals vereinigt hatte, errichtete sie die Kommandantur Minzhong, zu der das heutige Fujian und der Süden des heutigen Zhejiang gehörte. Diese Verwaltungseinheit existierte jedoch nur formell; die Qin-Herrscher hatten den Minyue-König als Kommandanten eingesetzt, der die Macht weitgehend in seinen Händen hielt, während der Einfluss der Qin sehr gering war.
Aufgrund der geographischen Entfernung entsandte die Zentralgewalt in der Qin-Hauptstadt auch keinen militärischen Statthalter. Nach dem Übergang zur Han setzte Kaiser Han Gaozu den Minyue-Adeligen Wu Zhu als König von Minyue ein, der die Region zu verwalten hatte. Wu Zhu gründete auf dem Gebiet des heutigen Fuzhou eine Stadt, die er Yecheng oder auch Dongye nannte, und begann mit der Errichtung von Stadtmauern. Somit entstand hier zum ersten Mal in der Geschichte ein Verwaltungszentrum für die umliegende Region. Nach einer Periode schneller kultureller und wirtschaftlicher Entwicklung wird 110 v. Chr. Minyue durch Kaiser Han Wudi ausgelöscht, nachdem sich König Yushan diesem widersetzt hatte. Die Bevölkerung wird gezwungen, in Regionen südlich des Huai He auszuwandern, Yecheng verfällt.
Im Jahre 85 v. Chr. gründen zurückgekehrte Minyue eine neue Siedlung, die Yexian genannt wird, sich auf dem Gebiet des heutigen Gulou befand und zur Kommandantur Guiji gehörte. Ob die Kommandantur der Han-Herrschaft unterstand oder ob sich die Minyue autonom regierten, ist ebenso umstritten wie die genaue Lage von Yexian. Sie wird nicht nur in Fuzhou, sondern auch im heutigen Jiangsu vermutet. Die Periode zwischen der Auslöschung von Minyue und der Wu-Dynastie ist jedoch von geringer menschlicher Aktivität geprägt. Archäologische Untersuchungen belegen, dass Fuzhou und die ganze heutige Provinz Fujian zu jener Zeit sehr dünn besiedelt war.

### Opiumkriege
Während des Ersten Opiumkrieges musste der Hafen von Fuzhou für den Handel geöffnet werden. In Fuzhou befindet sich auch eine Gedenkstätte für Lin Zexu, den Beamten, der in Guangzhou konfisziertes Opium vernichten ließ und damit letzten Endes den 1. Opiumkrieg auslöste.

### Volksrepublik China

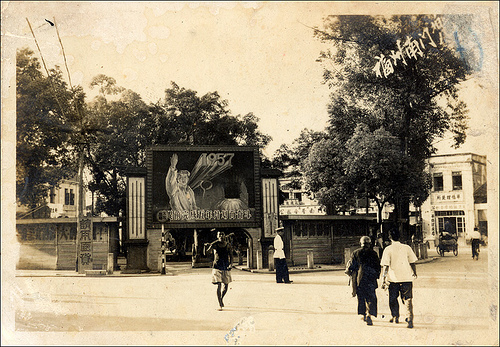
Kommunistische Losung am Südtor, 1957.

Nach der Errichtung der Volksrepublik China begann die Stadtverwaltung gesellschaftliche Reformen umzusetzen. Die privaten Schulen und Bildungseinrichtungen wurden aufgelöst und mit neu gegründeten öffentlichen Schulen zusammengelegt, viele Bildungseinrichtungen wurden geschlossen. Ab der Drei- und Fünf-Anti-Kampagne der frühen 1950er Jahre begann der Staat die privaten Unternehmen erst teilweise, dann ganz zu übernehmen. Durch die Nähe zu Taiwan begann zur gleichen Zeit ein Wettrüsten in Propaganda und den Luftstreitkräften. Im Mai 1966 wurde Fuzhou von der Kulturrevolution erfasst, im August des gleichen Jahres wurde mit den Roten Garden der Ostmeer-Front die erste Organisation der Roten Garden in Fuzhou gegründet und Aufruhr in der Stadtverwaltung begann. Das kulturelle Erbe wurde in Mitleidenschaft gezogen und 1967 brachen großflächige Kämpfe aus. Im Januar 1969 begannen die Landverschickungen der gebildeten Jugend der Stadt. Erst im April 1978 begann man, Opfer der Kulturrevolution zu rehabilitieren. Zwei Jahre später, am 30. März 1980, genehmigte die Zentralregierung die Öffnung der Stadt und Fuzhou wurde zu einer offenen Küstenstadt. 1981 entstand in Fuzhou mit einem Werk für Fernsehgeräte das erste chinesisch-japanische Joint Venture.
Am 23. Januar 1985 genehmigte die Zentralregierung die Einrichtung eines Wirtschafts- und Technologieparks in Mawei. Da sich seit 1979 auch die Beziehungen zwischen Taiwan und dem Festland verbesserten, kam es auch wieder zu Kontakten zwischen den Bevölkerungen westlich und östlich der Taiwan-Straße. Das Wirtschaftswachstum der Stadt beschleunigte sich in den 1990ern, so dass Fuzhou zum Zentrum des Wirtschaftsballungsraumes westlich der Taiwan-Straße geworden ist.
In den 1970er Jahren bedingte die politische Situation eine neue Auswanderungswelle aus Fuzhou, deren Hauptzielländer die USA, Kanada, Japan und Europa wurden. Unter der jüngsten Generation der Überseechinesen stellen Personen mit Fuzhou als Herkunftsort somit eine der größten Gruppen.
Beim China-Eastern-Airlines-Flug 5398 von Shenzhen nach Fuzhou am 26. Oktober 1993 verunglückte eine McDonnell Douglas MD-82 (DC-9-82) bei der Landung, zwei Personen starben.

## Wirtschaft

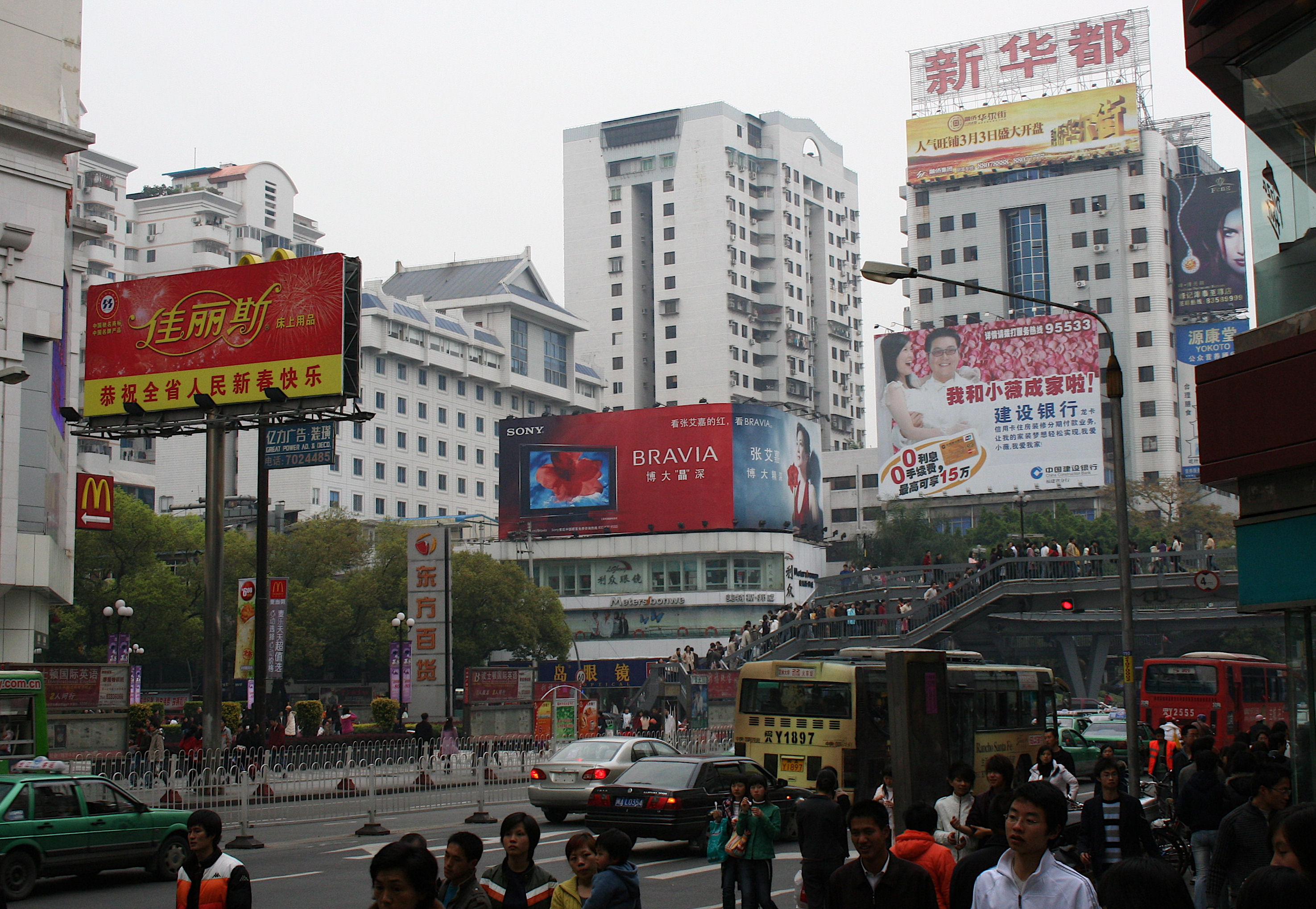
Einkaufsstraße in Fuzhou

Seit der wirtschaftlichen Liberalisierung 1979 wurde Fuzhou für ausländische Investoren geöffnet und somit floss viel Geld in die Stadt, wie auch in andere Städte der Provinz Fujian, z. B. Quanzhou und Xiamen.
Wirtschaftliche Daten
- Bruttoinlandsprodukt-Gesamt: 116,1 Milliarden Renminbi
- Bruttoinlandsprodukt pro Kopf: 19.387 Renminbi
- Exporte: 3,534 Millionen US-Dollar
- Importe: 2.861 Millionen US-Dollar[22]

Die ZhongDe-Gruppe, eine Produzentin von Müllverbrennungsanlagen hat hier ihre wichtigste Produktionsstätte.
Aber auch die exportierende Lebensmittelindustrie und der Einzelhandel bilden ein wichtiges wirtschaftliches Standbein der Millionenstadt. So hat die Fuzhou Yonghui Supermarket Company ihren Hauptverwaltungssitz in Fuzhou und steuert von hier aus über 160 Supermärkte in den Provinzen Fujian und Chongqing. Die Hamburger Asian Bamboo AG produziert hier essfertige Bio-Bambussprossen für den Export nach Japan.
2024 entdeckte das IT-Sicherheits-Unternehmen SR Labs ein Netzwerk von betrügerischen Online-Shops, dessen Kernteam eine Firmenzentrale am Rande von Fuzhou eingerichtet hat.

### Verkehr
Die erste Linie der Fuzhou Metro wurde am 18. Mai 2016 in Betrieb genommen. In den sechs darauffolgenden Jahren wurde das Netz der U-Bahn auf über 100 Kilometer Streckenlänge ausgebaut.

## Bildung und Kultur

### Universitäten und Hochschulen
- Fuzhou-Universität (福州大学) (gegründet 1958, einer von 106 chinesischen Universitäten, die zum Projekt 211 gehören);
- Hochschule für Ingenieurwesen Fujian (福建工程学院);
- Hochschule für Traditionelle Chinesische Medizin Fujian (福建中医学院);
- Medizinische Universität Fujian (福建医科大学);
- Minjiang-Hochschule (闽江学院);
- Pädagogische Universität Fujian (福建师范大学) (gegründet 1907);
- Universität für Land- und Forstwirtschaft Fujian (福建农林大学) (hat seit 2008 eine Hochschulkooperation mit der Technischen Fachhochschule Wildau in Deutschland).

### Musik
Im Rahmen des Chinesischen Opernfestivals 2011 führte der Wiener Operettensommer als einziger europäischer Teilnehmer als chinesische Erstaufführung die Operette Wiener Blut von Johann Strauss auf.

## Tourismus
Im Jahr 2002 besuchten 328.000 Touristen die bezirksfreie Stadt Fuzhou. Besondere Sehenswürdigkeiten sind die Insel Pingtan vor der Küste und der Berg Gu Shan (Trommelberg).

## Städtepartnerschaften
Fuzhou listet folgende Partnerstädte auf:
| Stadt           | Land                               | seit |
| --------------- | ---------------------------------- | ---- |
| Campinas        | São Paulo, Brasilien               | 1996 |
| Georgetown      | Demerara-Mahaica, Guyana           | 2006 |
| Goroka          | Eastern Highlands, Papua-Neuguinea |      |
| Hạ Long         | Đông Bắc Bộ, Vietnam               | 2021 |
| Hobart          | Tasmanien, Australien              | 2017 |
| Honolulu        | Hawaii, Vereinigte Staaten         | 2021 |
| Koszalin        | Westpommern, Polen                 | 2007 |
| Lüttich         | Wallonie, Belgien                  | 2018 |
| Manila          | Philippinen                        | 2017 |
| Mombasa         | Kenia                              | 2008 |
| Nagasaki        | Japan                              | 1982 |
| Naha            | Japan                              | 1981 |
| Nikosia         | Nordzypern, Zypern                 | 2023 |
| Nouadhibou      | Mauretanien                        | 2018 |
| Omsk            | Russland                           | 2013 |
| Río Gallegos    | Santa Cruz, Argentinien            | 2014 |
| Semarang        | Java, Indonesien                   | 2016 |
| Shoalhaven City | New South Wales, Australien        | 2003 |
| Siem Reap       | Kambodscha                         | 2019 |
| Syracuse        | New York, Vereinigte Staaten       | 1991 |
| Tacoma          | Washington, Vereinigte Staaten     | 1991 |

## Persönlichkeiten
- Yan Fu (1853–1921), Übersetzer und Gelehrter
- Cheng Tien-hsi (1884–1970), Jurist, Politiker und Diplomat
- Li Yan (1892–1963), Mathematikhistoriker
- Chen Jingrun (1933–1996), Mathematiker
- Zheng Xiaoyu (1944–2007), Beamter
- Huang Xiaojing (* 1946), Politiker
- Liu Mingkang (* 1946), Vorsitzender der chinesischen Bankenregulierungsbehörde
- Wang Xiaohong (* 1957), Politiker
- Zheng Meizhu (* 1962), Volleyballspielerin
- Hou Yuzhu (* 1963), Volleyballspielerin
- Lin Ling (* 1977), Tischtennisspielerin
- Zhang Jie (* 1987), Gewichtheber
- Xu Yunli (* 1987), Volleyballspielerin
- Yu Qi (* um 1988), Badmintonspielerin
- Tian Houwei (* 1992), Badmintonspieler
- Lin Li (* 1992), Volleyballspielerin
- Liu Lingling (* 1994), Trampolinturnerin